# اسکراپان وستروس
اسکراپان وستروس (به سوئدی: Skrapan) یک ساختمان بلندمرتبه در سوئد است که در بخش وستروس واقع شده‌است.